# Деканат Фрауэнкирхен
Деканат Фрауэнкирхен — деканат католической епархии Айзенштадт.
Деканат  включает в себя 12 приходов.

## Приходы с церковными зданиями
| Приход — Pfarre              | Святой покровитель — Patrozinium                | Церковное здание — Kirchengebäude                                            | Изображение — Bild                                        |
| Андау (Andau)                | Николай Чудотворец (Hl. Nikolaus)               | Приходская церковь Андау (Pfarrkirche Andau)                                 | Приходская церковь Андау                                  |
| Апетлон (Apetlon)            | Маргарита Антиохийская (Hl. Margareta)          | Приходская церковь Апетлон (Pfarrkirche Apetlon)                             | Апетлон                                                   |
| Валлерн (Wallern)            | Левий Матфей (Hl. Matthäus)                     | Приходская церковь Валлерн-им-Бургенланд (Pfarrkirche Wallern im Burgenland) | Церковь Валлерн                                           |
| Гольс (Gols)                 | Иаков Зеведеев (Hl. Jakobus der Ältere)         | Приходская церковь Гольс (Pfarrkirche Gols)                                  | Католическая приходская церковь Гольса                    |
| Илльмиц (Illmitz)            | Апостол Варфоломей (Hl. Bartholomäus)           | Приходская церковь Илльмиц (Pfarrkirche Illmitz)                             | Приходская церковь Илльмица                               |
| Мёнххоф (Mönchhof)           | Мария Магдалина (Hl. Magdalena)                 | Приходская церковь Мёнххоф (Pfarrkirche Mönchhof)                            | Церковь общины Мёнххоф                                    |
| Памхаген (Pamhagen)          | Воздвижение Креста Господня (Zur Kreuzerhöhung) | Приходская церковь Памхаген (Pfarrkirche Pamhagen)                           | Приходская площадь в Памхагене                            |
| Подерсдорф (Podersdorf)      | Екатерина Александрийская (Hl. Katharina)       | Приходская церковь Подерсдорф (Pfarrkirche Podersdorf)                       | Приходской центр Подерсдорфа                              |
| Санкт-Андре (St. Andrä)      | Апостол Андрей (Hl. Andreas)                    | Приходская церковь Санкт-Андре-ам-Циккзе (Pfarrkirche St. Andrä am Zicksee)  | Санкт-Андре-ам-Циккзе                                     |
| Тадтен (Tadten)              | Архангел Михаил (Hl. Michael)                   | Приходская церковь Тадтен (Pfarrkirche Tadten)                               | Тадтен: Католическая приходская церковь Архангела Михаила |
| Фрауэнкирхен (Frauenkirchen) | Рождество Пресвятой Богородицы (Mariä Geburt)   | Базилика Рождества Пресвятой Богородицы (Basilika Mariä Geburt)              | Фрауэнкирхен                                              |
| Хальбтурн (Halbturn)         | Иосиф из Назарета (Hl. Josef)                   | Приходская церковь Хальбтурн (Pfarrkirche Halbturn)                          | Приходская церковь Хальбтурна                             |

## Внешние ссылки
- Официальный сайт епархии Айзенштадта  (нем.)
- Информация об епархии Айзенштадта  (англ.)
- Диоцез Айзенштадт  (нем.)
- Диоцез Айзенштадт (обзорная информация)  (нем.)
- Деканаты диоцеза Айзенштадт Dekanate  (нем.)
- Приходы диоцеза Айзенштадт Pfarren  (нем.)